# Швейцарска награда за книга
„Швейцарската награда за книга“ (на немски: Schweizer Buchpreis) е учредена през 2008 г. от Дружеството „Литературен фестивал в Базел“ с подкрепата на Съюза на швейцарските книжари и издатели и се присъжда ежегодно. С наградата се отличава немскоезична литературна или есеистична творба на автор, живеещ в Швейцария.
До 2011 г. отличието е на обща стойност 60 000 швейцарски франка (50 000 за победителя и по 2500 за номинираните).
През 2012 г. сумата е намалена на 40 000 швейцарски франка. Така победителят получава 30 000, а останалите читирима номинирани – по 2500 франка.

## Носители на наградата
- Ролф Лаперт (2008)
- Илма Ракуза (2009)
- Мелинда Нади Абони (2010)
- Каталин Дориан Флореску (2011)
- Петер фон Мат (2012)
- Йенс Щайнер (2013)
- Лукас Берфус (2014)
- Моник Швитер (2015)
- Кристиан Крахт (2016)
- Йонас Люшер (2017)
- Петер Щам (2018)
- Сибиле Берг (2019)
- Анна Щерн (2020)
- Мартина Клавадечер (2021)
- Ким де Лоризон (2022)
- Кристиан Халер (2023)
- Зора дел Буоно (2024)